# Ruta de Rhode Island 96
La Ruta de Rhode Island 96, y abreviada R.I. 96 (en inglés: Rhode Island Route 96) es una carretera estatal estadounidense ubicada en el estado de Rhode Island. La carretera inicia en el Sur desde la  Ruta 98     en Burrillville hacia el Norte en la  Ruta 96     en Douglas. La carretera tiene una longitud de 3,7 km (2.3 mi).

## Mantenimiento
Al igual que las autopistas interestatales, y las rutas federales y el resto de carreteras estatales, la Ruta de Rhode Island 96 es administrada y mantenida por el Departamento de Transporte de Rhode Island por sus siglas en inglés RIDOT.

## Cruces
La Ruta de Rhode Island 96 es atravesada principalmente por la W Road/Brook Road en Harrisville.